# Minkowski-Ebene
Eine Minkowski-Ebene, benannt nach Hermann Minkowski, ist im klassischen Fall eine Inzidenzstruktur, die im Wesentlichen die Geometrie der durch eine Gleichung der Form {\displaystyle y={\tfrac {a}{x-b}}+c,a\neq 0,\ } gegebenen Hyperbeln und der Geraden {\displaystyle y=ax+b,a\neq 0\ } in der reellen Anschauungsebene beschreibt. Punkte mit denselben x- oder y-Koordinaten haben keine Verbindung, man nennt sie deshalb (+)-parallel bzw. (−)-parallel.

Klassische Minkowski-Ebene: 2d/3d-Modell

Offensichtlich gilt: Durch 3 paarweise nicht parallele Punkte geht genau eine Hyperbel.
Allerdings: Eine Gerade ist schon durch 2 Punkte eindeutig bestimmt. Zwei Hyperbeln können sich in 2 Punkten schneiden oder in einem Punkt berühren (gemeinsame Tangente) oder meiden. Wie bei Möbius- und Laguerre-Ebenen erhält man einfachere geometrische Verhältnisse, wenn man die Geometrie der Hyperbeln/Geraden durch Hinzunahme von weiteren Punkten homogenisiert: Einer Hyperbel  {\displaystyle y={\tfrac {a}{x-b}}+c} fügt man die zwei Punkte {\displaystyle y=(b,\infty ),(\infty ,c)} und einer Gerade  {\displaystyle y=ax+b} den Punkt {\displaystyle (\infty ,\infty )} hinzu und nennt die so erweiterten Hyperbel/Geraden Zykel (s. Bild). Die neue Inzidenzstruktur hat jetzt ähnliche Eigenschaften wie eine Möbius- oder Laguerre-Ebene (s. Abschnitt Axiome) und besitzt (auch wie Möbius- und Laguerre-Ebenen) ein räumliches Modell: Die klassische Minkowski-Ebene ist isomorph zur Geometrie der ebenen Schnitte eines einschaligen Hyperboloids (s. Bild) im reellen projektiven Raum. Ein einschaliges Hyperboloid ist eine Quadrik, die Geraden und nicht ausgeartete projektive Kegelschnitte enthält.
Neben diesen geometrischen Modellen der klassischen reellen Minkowski-Ebene gibt es noch die Darstellung über dem Ring der anormal-komplexen Zahlen (analog der Beschreibung der klassischen Möbius-Ebene über den komplexen Zahlen). Eine anormal-komplexe Zahl hat (wie eine komplexe Zahl) die Form {\displaystyle a+jb,a,b\in \mathbb {R} ,j\notin \mathbb {R} } aber mit {\displaystyle j^{2}={\color {red}{+}}1}.
Eine Minkowski-Ebene ist eine der 3 Benz-Ebenen: Möbius-Ebene, Laguerre-Ebene und Minkowski-Ebene. Die klassische Möbius-Ebene ist die Geometrie der Kreise und die klassische Laguerre-Ebene die Geometrie der Parabeln.
Der Name Minkowski-Ebene rührt von der Minkowski-Metrik her, mit der man pseudoeuklidische „Kreise“ (Hyperbeln) beschreibt.

## Die Axiome einer Minkowski-Ebene

Minkowski-Ebene: Axiome C1,C2

Minkowski-Ebene: Axiome C3,C4

Es sei {\displaystyle ({\mathcal {P}},{\mathcal {Z}};\parallel _{+},\parallel _{-},\in )} eine Inzidenzstruktur mit der Menge {\displaystyle {\mathcal {P}}} der Punkte, der Menge
{\displaystyle {\mathcal {Z}}} der Zykel und zwei Äquivalenzrelationen {\displaystyle \parallel _{+}} ((+)-parallel) und {\displaystyle \parallel _{-}} ((−)-parallel) auf der Menge der Punkte {\displaystyle {\mathcal {P}}}.
Für einen Punkt {\displaystyle P\in {\mathcal {P}}} definieren wir:
{\displaystyle {\overline {P}}_{+}:=\{Q\in {\mathcal {P}}\ |\ Q\parallel _{+}P\}} und
{\displaystyle {\overline {P}}_{-}:=\{Q\in {\mathcal {P}}\ |\ Q\parallel _{-}P\}}.
Eine Äquivalenzklasse {\displaystyle {\overline {P}}_{+}} oder {\displaystyle {\overline {P}}_{-}} heißt (+)-Erzeugende
bzw. (−)-Erzeugende. (Im räumlichen Modell der klassischen Minkowski-Ebene ist eine Erzeugende eine Gerade auf dem Hyperboloid.)

Zwei Punkte {\displaystyle A,B} heißen parallel ({\displaystyle A\parallel B}), falls {\displaystyle A\parallel _{+}B} oder {\displaystyle A\parallel _{-}B} gilt.
Eine Inzidenzstruktur {\displaystyle {\mathfrak {M}}:=({\mathcal {P}},{\mathcal {Z}};\parallel _{+},\parallel _{-},\in )} heißt Minkowski-Ebene, wenn die folgenden Axiome gelten:

(C1): Zu je zwei nicht parallelen Punkten {\displaystyle A,B} gibt es genau einen Punkt {\displaystyle C} mit {\displaystyle A\parallel _{+}C\parallel _{-}B}.
(C2): Für jeden Punkt {\displaystyle P} und jeden Zykel {\displaystyle z} gibt es genau zwei Punkte {\displaystyle A,B\in z} mit {\displaystyle A\parallel _{+}P\parallel _{-}B}.
(C3): Zu je 3 paarweise nicht parallelen Punkten {\displaystyle A,B,C} gibt es genau einen Zykel {\displaystyle z}, der {\displaystyle A,B,C} enthält.
(C4):(Berühraxiom) Für jeden Zykel {\displaystyle z}, jeden Punkt {\displaystyle P\in z} und jedem Punkt {\displaystyle Q,P\not \parallel Q} und {\displaystyle Q\notin z} gibt es genau einen Zykel {\displaystyle z'} so, dass {\displaystyle z\cap z'=\{P\}}, d. h. {\displaystyle z} berührt {\displaystyle z'} im Punkt {\displaystyle P}.
(C5): Jeder Zykel enthält wenigstens 3 Punkte. Es gibt wenigstens einen Zykel {\displaystyle z} und einen Punkt  {\displaystyle P} nicht auf {\displaystyle z}.
Für Untersuchungen einer Minkowski-Ebene sind die folgenden zu (C1) bzw. (C2) äquivalenten Aussagen von Vorteil.
(C1'): Für je zwei Punkte {\displaystyle A,B} gilt: {\displaystyle |{\overline {A}}_{+}\cap {\overline {B}}_{-}|=1}.
(C2'): Für jeden Punkt {\displaystyle P} und jeden Zykel {\displaystyle z} gilt: {\displaystyle |{\overline {P}}_{+}\cap z|=1=|{\overline {P}}_{-}\cap z|}.
Analog zu Möbius- und Laguerre-Ebenen sind auch hier die folgenden lokalen Strukturen affine Ebenen.
Für eine Minkowski-Ebene {\displaystyle {\mathfrak {M}}=({\mathcal {P}},{\mathcal {Z}};\parallel _{+},\parallel _{-},\in )} und {\displaystyle P\in {\mathcal {P}}} definieren wir
{\displaystyle {\mathfrak {A}}_{P}:=({\mathcal {P}}\setminus {\overline {P}},\{z\setminus \{{\overline {P}}\}\ |\ P\in z\in {\mathcal {Z}}\}\cup \{E\setminus {\overline {P}}\ |\ E\in {\mathcal {E}}\setminus \{{\overline {P}}_{+},{\overline {P}}_{-}\}\},\in )}
und nennen diese Inzidenzstruktur Ableitung im Punkt {\displaystyle P}.
Bei der klassischen reellen Minkowski-Ebene ist {\displaystyle {\mathfrak {A}}_{(\infty ,\infty )}} die reelle affine Ebene {\displaystyle \mathbb {R} ^{2}} (s. 1. Bild).
Eine direkte Konsequenz der Axiome (C1) - (C4) und (C1'), (C2') ist:
Satz: Für eine Minkowski-Ebene {\displaystyle {\mathfrak {M}}=({\mathcal {P}},{\mathcal {Z}};\parallel _{+},\parallel ,\in )} ist jede Ableitung eine affine Ebene.
Hieraus ergibt sich die alternative Definition
Satz: Es sei {\displaystyle {\mathfrak {M}}=({\mathcal {P}},{\mathcal {Z}};\parallel _{+},\parallel _{-},\in )} eine Inzidenzstruktur mit zwei Äquivalenzrelationen {\displaystyle \parallel _{+}} und {\displaystyle \parallel _{-}} auf der Menge der Punkte {\displaystyle {\mathcal {P}}}.
{\displaystyle {\mathfrak {M}}} ist eine Minkowski-Ebene genau dann, wenn für jeden Punkt {\displaystyle P} die Ableitung {\displaystyle {\mathfrak {A}}_{P}} eine affine Ebene ist.

## Das Minimalmodell
Das Minimalmodell einer Minkowski-Ebene lässt sich über der Menge
{\displaystyle {\overline {K}}:=\{0,1,\infty \}} von 3 Elementen definieren:
{\displaystyle {\mathcal {P}}:={\overline {K}}^{2},\qquad {\mathcal {Z}}:=\{\{(a_{1},b_{1}),(a_{2},b_{2}),(a_{3},b_{3})\}\ |\ \{a_{1},a_{2},a_{3}\}=\{b_{1},b_{2},b_{3}\}={\overline {K}}\}},
{\displaystyle (x_{1},y_{1})\parallel _{+}(x_{2},y_{2})} genau dann, wenn {\displaystyle x_{1}=x_{2}\ }  und {\displaystyle \ (x_{1},y_{1})\parallel _{-}(x_{2},y_{2})\ } genau dann, wenn {\displaystyle \ y_{1}=y_{2}} ist.
Also: Die Anzahl der Punkte ist {\displaystyle |{\mathcal {P}}|=9}  und  die der Zykel {\displaystyle |{\mathcal {Z}}|=6}.

Minkowski-Ebene: Minimalmodell (nur die Zykel durch sind gezeichnet)

Für endliche Minkowski-Ebenen ergibt sich aus (C1'), (C2'):
- Es sei {\displaystyle {\mathfrak {M}}=({\mathcal {P}},{\mathcal {Z}};\parallel _{+},\parallel _{-},\in )} eine endliche Minkowski-Ebene, d. h. {\displaystyle |{\mathcal {P}}|<\infty }. Für jedes Paar {\displaystyle z_{1},z_{2}} von Zykeln und jedes Paar {\displaystyle e_{1},e_{2}} von Erzeugenden gilt: {\displaystyle |z_{1}|=|z_{2}|=|e_{1}|=|e_{2}|}.

Dies gibt Anlass zu folgender Definition:

Für eine endliche Minkowski-Ebene {\displaystyle {\mathfrak {M}}} und einen Zykel {\displaystyle z} von {\displaystyle {\mathfrak {M}}} nennen wir die natürliche Zahl {\displaystyle n=|z|-1} die Ordnung von  {\displaystyle {\mathfrak {M}}}.
Einfache kombinatorische Überlegungen ergeben:
- Für eine endliche Minkowski-Ebene {\displaystyle {\mathfrak {M}}=({\mathcal {P}},{\mathcal {Z}};\parallel _{+},\parallel _{-},\in )} gilt:

a) Jede Ableitung (affine Ebene) hat die Ordnung {\displaystyle n}.
b) {\displaystyle |{\mathcal {P}}|=(n+1)^{2}\quad ,}  c) {\displaystyle \ |{\mathcal {Z}}|=(n+1)n(n-1)}.

## Die klassische reelle Minkowski-Ebene
Die formale Definition der klassischen reellen Minkowski-Ebene präzisiert die in der Einleitung beschriebene Homogenisierung der Geometrie der Hyperbeln:
{\displaystyle {\mathcal {P}}:=\mathbb {R} ^{2}\cup (\{\infty \}\times \mathbb {R} )\cup (\mathbb {R} \times \{\infty \})\ \cup \{(\infty ,\infty )\}\ ,\ \infty \notin \mathbb {R} }, die Menge der Punkte,
{\displaystyle {\mathcal {Z}}:=\{\{(x,y)\in \mathbb {R} ^{2}\ |\ y=ax+b\}\cup \{(\infty ,\infty )\}\ |\ a,b\in \mathbb {R} ,a\neq 0\}}
{\displaystyle \cup \{\{(x,y)\in \mathbb {R} ^{2}\ |y={\frac {a}{x-b}}+c,x\neq b\}\cup \{(b,\infty ),(\infty ,c)\}\ |\ a,b,c\in \mathbb {R} ,a\neq 0\},} die Menge der Zykel..
Die Inzidenzstruktur {\displaystyle ({\mathcal {P}},{\mathcal {Z}},\in )} heißt klassische reelle Minkowski-Ebene.
Die Menge der Punkte besteht aus {\displaystyle \mathbb {R} ^{2}}, zwei Kopien von {\displaystyle \mathbb {R} } und dem Punkt {\displaystyle (\infty ,\infty )}.

Jede Gerade {\displaystyle y=ax+b,a\neq 0,} wird durch den Punkt {\displaystyle (\infty ,\infty )}, jede Hyperbel
{\displaystyle y={\frac {a}{x-b}}+c,a\neq 0} durch die zwei Punkte {\displaystyle (b,\infty ),(\infty ,c)} ergänzt (s. 1. Bild).
Zwei Punkte {\displaystyle (x_{1},y_{1})\neq (x_{2},y_{2})} können genau dann nicht durch einen Zykel verbunden werden, wenn
{\displaystyle x_{1}=x_{2}} oder {\displaystyle y_{1}=y_{2}} ist. Wir definieren:

Zwei Punkte {\displaystyle P_{1},P_{2}} sind (+)-parallel ({\displaystyle P_{1}\parallel _{+}P_{2}}), wenn {\displaystyle x_{1}=x_{2}} ist, und  (−)-parallel ({\displaystyle P_{1}\parallel _{-}P_{2}}), wenn {\displaystyle y_{1}=y_{2}} gilt. 

Beide Relationen sind Äquivalenzrelationen auf der Menge der Punkte.

Zwei Punkte {\displaystyle P_{1},P_{2}} heißen parallel ({\displaystyle P_{1}\parallel P_{2}}), wenn
{\displaystyle P_{1}\parallel _{+}P_{2}} oder {\displaystyle P_{1}\parallel _{-}P_{2}} gilt.
- Die hier definierte Inzidenzstruktur {\displaystyle ({\mathcal {P}},{\mathcal {Z}},\in )} erfüllt die Axiome einer Minkowski-Ebene.

Wie die klassische Möbius- bzw. Laguerre-Ebene gibt es auch für die klassische reelle Minkowski-Ebene ein räumliches Modell. Allerdings genügt eine affine Quadrik zur Beschreibung nicht:
- Die klassische Minkowski-Ebene ist isomorph zur Geometrie der ebenen Schnitte eines einschaligen Hyperboloids im 3-dimensionalen reellen projektiven Raum.

## Miquelsche Minkowski-Ebenen
Die wichtigsten nicht klassischen Minkowski-Ebenen erhält man durch die einfache Ersetzung der reellen Zahlen im klassischen Modell durch einen beliebigen Körper {\displaystyle K}. Die so erhaltene Inzidenzstruktur {\displaystyle {\mathfrak {M}}(K)=({\mathcal {P}},{\mathcal {Z}};\parallel _{+},\parallel _{-},\in )} ist für jeden Körper eine Minkowski-Ebene.
Analog zu Möbius- und Laguerre-Ebenen werden sie durch die entsprechende Version des Satzes von Miquel charakterisiert:

Satz von Miquel (Kreise statt Hyperbel)

Satz(MIQUEL): Für eine Minkowski-Ebene {\displaystyle {\mathfrak {M}}(K)} gilt:
Wenn für beliebige 8 Punkte paarweise nicht parallele Punkte {\displaystyle P_{1},...,P_{8}}, die so den Ecken eines Würfels zu geordnet werden können, dass 4 Punkte zu 5 Seitenflächen jeweils auf einem Zykel liegen, so ist dies auch für die 4 Punkte der 6. Seitenfläche der Fall (s. Bild: Für eine bessere Übersicht wurden Kreise statt Hyperbeln gezeichnet).
Die Bedeutung des Satzes von Miquel zeigt der folgende Satz von Chen:
Satz(CHEN): Nur eine Minkowski-Ebene {\displaystyle {\mathfrak {M}}(K)} erfüllt den Satz von Miquel.
Aufgrund dieses Satzes heißt {\displaystyle {\mathfrak {M}}(K)} eine miquelsche Minkowski-Ebene.
Bemerkung: Das Minimalmodell einer Minkowski-Ebene ist miquelsch.
Es ist isomorph zur Minkowski-Ebene {\displaystyle {\mathfrak {M}}(K)} mit {\displaystyle K=GF(2)} (Körper {\displaystyle \{0,1\}}).
Ein erstaunliches Resultat ist der
Satz(Heise):  Jede Minkowski-Ebene gerader Ordnung ist miquelsch.
Bemerkung: Eine geeignete stereographische Projektion zeigt: {\displaystyle {\mathfrak {M}}(K)} ist isomorph
zur Geometrie der ebenen Schnitte auf einem einschaligen Hyperboloid (Quadrik vom Index 2) im 3-dimensionalen projektiven Raum über {\displaystyle K} .

## Nicht miquelsche Minkowski-Ebenen
Es gibt zahlreiche nicht miquelsche Minkowski-Ebenen (s. Weblink circle geometries). Aber: Es gibt keine
ovoidalen Minkowski-Ebenen (Im Gegensatz zu Möbius- und Laguerre-Ebenen), weil eine quadratische Menge vom Index 2 im 3-dimensionalen projektiven Raum schon eine Quadrik ist (s. quadratische Menge). Viele nicht miquelsche Beispiele werden durch eine Verallgemeinerung des Zusammenhangs der Hyperbeln/Geraden mit den gebrochen linearen Abbildungen (projektive Gruppe {\displaystyle PGL(2,K)}) gewonnen. Aber auch die blose Ersetzung der Hyperbeln im klassischen Modell durch die ähnlichen Kurven {\displaystyle y={\tfrac {a}{(x-b)^{3}}}+c} liefert nicht miquelsche Minkowski-Ebenen.